# امامزاده شاهزاده عسگری
امامزاده شاهزاده عسگری مربوط به سدهٔ ۹ و ۱۰ و ۱۱ ه.ق است و در شهرستان کرج، بخش مرکزی، روستای جور واقع شده و این اثر در تاریخ ۱۰ دی ۱۳۸۱ با شمارهٔ ثبت ۶۵۷۶ به‌عنوان یکی از آثار ملی ایران به ثبت رسیده است.